# Cora modesta
Cora modesta är en trollsländeart som först beskrevs av Selys 1869.  Cora modesta ingår i släktet Cora och familjen Polythoridae. Inga underarter finns listade i Catalogue of Life.